# Andriej Diemanow
Andriej Jurjewicz Diemanow (ros. Андрей Юрьевич Деманов; ur. 15 lipca 1985 w Samarze) – rosyjski sztangista, mistrz Europy.
Na mistrzostwach Europy zdobył cztery medale - złoty w 2011, dwa srebrne (2006, 2008) i brązowy w 2009.
W 2012 roku zajął czwarte miejsce podczas igrzysk olimpijskich w Londynie. W 2016 roku Diemanow został zdyskwalifikowany, a jego wynik anulowany po wykryciu w jego organizmie dopingu.

## Wyniki
| Rok  | Zawody             | Miasto             | Miejsce | Kategoria | Wynik  |
| ---- | ------------------ | ------------------ | ------- | --------- | ------ |
| 2006 | Mistrzostwa Europy | Władysławowo       | 2       | do 94 kg  | 393 kg |
| 2007 | Mistrzostwa Europy | Strasburg          | 8       | do 94 kg  | 368 kg |
| 2007 | Mistrzostwa świata | Chiang Mai         | 4       | do 94 kg  | 387 kg |
| 2008 | Mistrzostwa Europy | Lignano Sabbiadoro | 2       | do 94 kg  | 385 kg |
| 2009 | Mistrzostwa Europy | Bukareszt          | 3       | do 94 kg  | 380 kg |
| 2009 | Mistrzostwa świata | Koyang             | 5       | do 94 kg  | 381 kg |
| 2010 | Mistrzostwa świata | Antalya            | 4       | do 94 kg  | 393 kg |
| 2011 | Mistrzostwa Europy | Kazań              | 1       | do 94 kg  | 391 kg |